# Азиатский связной
«Азиатский связной» (англ. The Asian Connection) — боевик режиссёра Дэниэла Дзирилли. Премьера состоялась 13 мая 2016 года. Основан на рассказе актера Тома Сайзмора «Связь с мексиканцами», но был переписан так, чтобы действие происходило в Азии. Фильм вышел сразу на видео.

## Сюжет
Где-то в Юго-Восточной Азии двое грабителей совершают ограбление банка. В их руках оказываются деньги, принадлежащие главарю преступной группировки Гэну Ширанкири, поэтому его гангстеры начинают охоту за ним. Вскоре Сэма, одного из грабителей, убивают. Его приятель Джек вместе со своей любовницей противостоят охотящимся за ними бандитами. Дополнительную остроту сюжету даёт то что Ниран, "правая рука" Ширанкири, втайне от своего босса заставляет Джека идти на новые грабежи и делиться добычей, будучи тем самым "азиатским связным".

## В ролях
| Актёр               | Роль          |
| ------------------- | ------------- |
| Стивен Сигал        | Гэн Ширанкири |
| Майкл Джей Уайт     | Грэг Гриди    |
| Дэймон Уитакер      | ?             |
| Джон Ли             | Джек Элвелл   |
| Пим Бабир           | Эвелон        |
| Рон Смуренбург      | Тауэр         |
| Байрон Гибсон       | Сэм           |
| Сахаджак Бунсанакит | Ниран         |
| Натали Лоренс       | ?             |